# Rodina Addamsova
Rodina Addamsova (v anglickém originále The Addams Family) je americký komediálně-hororový televizní seriál, premiérově vysílaný v letech 1964–1966 na stanici ABC. Ve dvou řadách vzniklo celkem 64 epizod. Inspirován byl kreslenými vtipy o „Addamsově rodině“ (The Addams Family) kreslíře Charlese Addamse, přičemž se jedná o první televizní adaptaci tohoto díla. V letech 2006–2007 byl celý seriál vydán na DVD.

## Obsazení
- John Astin jako Gomez Addams
- Carolyn Jones jako Morticia Addamsová
- Jackie Coogan jako strýc Fester
- Ted Cassidy jako Lurch
- Blossom Rock jako bábi Addamsová
- Lisa Loring jako Wednesday Addamsová
- Ken Weatherwax jako Pugsley Addams

## Vysílání
| Řada | Díly | Premiéra v USA | Premiéra v USA  | Premiéra v ČR | Premiéra v ČR |
| Řada | Díly | První díl      | Poslední díl    | První díl     | Poslední díl  |
| ---- | ---- | -------------- | --------------- | ------------- | ------------- |
| 1    | 34   | 18. září 1964  | 21. května 1965 | vysíláno      | vysíláno      |
| 2    | 30   | 17. září 1965  | 8. dubna 1966   | vysíláno      | vysíláno      |